# Sanju Samson
Sanju Viswanath Samson (* 11. November 1994 in Pulluvila, Indien) ist ein indischer Cricketspieler, der seit 2015 für die indische Nationalmannschaft spielt.

## Kindheit und Ausbildung
Samson begann mit dem Cricket-Spielen in Delhi, wo sein Vater als Polizist arbeitete. Später zog er nach Kerala, wo er im Jugendcricket für Aufsehen sorgte. Daraufhin wurde er im Jahr 2011 für den U19-Asia-Cup nominiert, wo er jedoch nicht überzeugen konnte, womit er die Nominierung für die ICC U19-Cricket-Weltmeisterschaft 2012 verpasste. Im Jahr 2012 war er wieder beim U19-Asia-Cup dabei. Bei der Ausgabe 2014 hatte er einen wichtigen Anteil am indischen Sieg beim U19-Asia-Cup. Daraufhin war er Teil der indischen Vertretung bei der ICC U19-Cricket-Weltmeisterschaft 2014.

## Aktive Karriere
In der Saison 2011/12 gab er sein Debüt im First-Class-Cricket für Kerala in der Ranji Trophy. In 2013 wurde er von den Rajasthan Royals für die Indian Premier League 2013 verpflichtet. Im Sommer 2014 konnte er in der indischen A-Mannschaft überzeugen und erhielt damit eine Nominierung für die Tour in England, bei der er jedoch nicht zum Einsatz kam. Sein Debüt im Twenty20-Cricket hatte er ein Jahr später, als Ambati Rayudu auf Grund einer Verletzung bei der Tour in Simbabwe abreisen musste und Samson nachnominiert wurde. Jedoch sollte dies für lange Zeit der einzige Einsatz im Team sein. Für Kerela übernahm er ab der Saison 2015/16 die Rolle des Kapitäns. In der Indian Premier League 2016 spielte er für die Delhi Daredevils, bevor er für die Saison 2018 wieder zu den Rajasthan Royals wechselte. Im Sommer verfehlte er einen Fitnesstest und wurde so aus dem Kader für die A-Mannschaft gestrichen, kam jedoch kurz darauf wieder zurück. In der Saison 2019/20 wurde er, als sich Shikhar Dhawan verletzte, wieder in den Nationalmannschafts-Kader aufgenommen. Bei der Tour gegen Sri Lanka absolvierte er wieder ein Twenty20. Seitdem spielte er in vereinzelten Touren.
Für die Indian Premier League 2021 wurde er als Kapitän der Rajasthan Royals benannt. Im Juli 2021 gab er in Sri Lanka sein Debüt im ODI-Cricket. Im Sommer 2022 erreichte er in der Twenty20-Serie in Irland ein Fifty über 77 Runs. Dem folgte in den West Indies ein weiteres Half-Century in den ODIs über 54 Runs. Jedoch gelang ihm nicht der Sprung in den Kader des Asia Cup 2022 und ICC Men’s T20 World Cup 2022.